# Liste der diplomatischen Vertretungen in Guinea

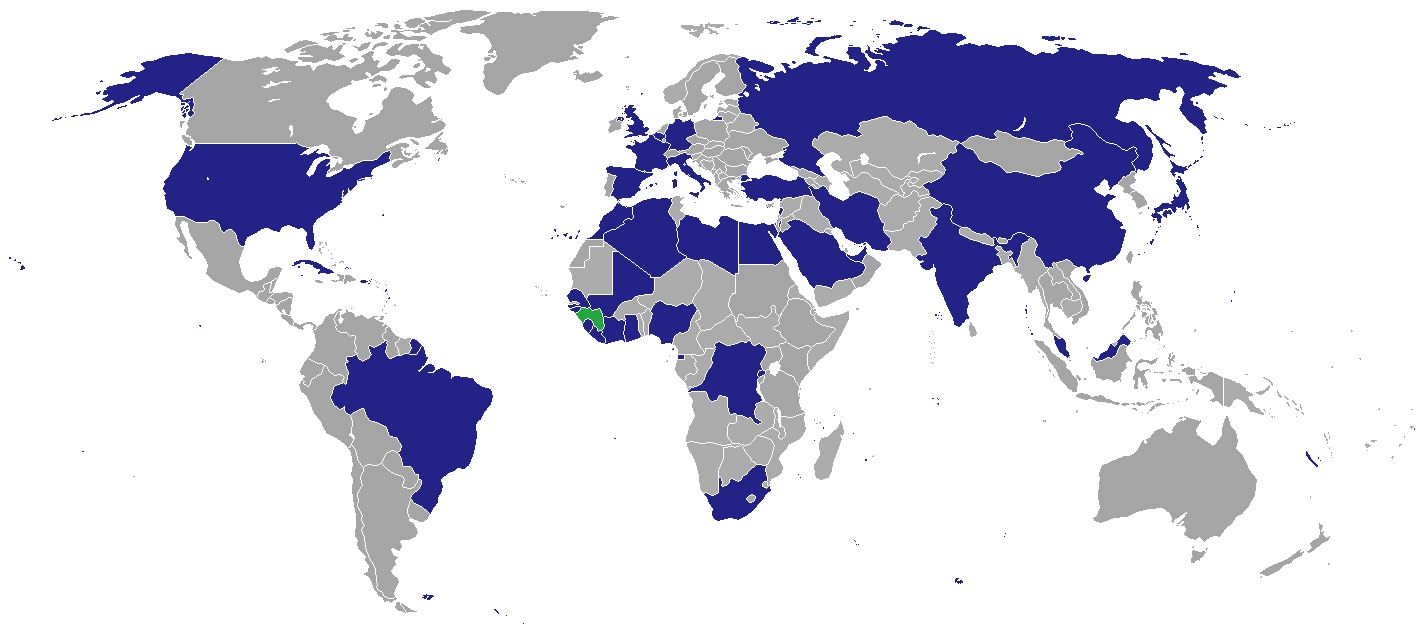
Staaten mit einer Botschaft in Guinea

Die Liste der diplomatischen Vertretungen in Guinea führt Botschaften und Konsulate auf, die im afrikanischen Staat Guinea eingerichtet sind (Stand 2019).

## Botschaften in Guinea
36 Botschaften sind in der Guineas Hauptstadt eingerichtet (Stand 2019).

### Staaten
| - Algerien: Botschaft - Belgien: Botschaft - Brasilien: Botschaft - Volksrepublik China: Botschaft - Demokratische Republik Kongo: Botschaft - Kuba: Botschaft - Ägypten: Botschaft - Äquatorialguinea: Botschaft - Frankreich: Botschaft - Deutschland: Botschaft - Ghana: Botschaft - Guinea-Bissau: Botschaft - Iran: Botschaft - Italien: Botschaft - Elfenbeinküste: Botschaft - Japan: Botschaft - Nordkorea: Botschaft - Libanon: Botschaft | - Liberia: Botschaft - Libyen: Botschaft - Malaysia: Botschaft - Mali: Botschaft - Marokko: Botschaft - Nigeria: Botschaft - Palästina: Botschaft - Russland: Botschaft - Saudi-Arabien: Botschaft - Senegal: Botschaft - Sierra Leone: Botschaft - Südafrika: Botschaft - Spanien: Botschaft - Türkei: Botschaft - Vereinigte Arabische Emirate: Botschaft - Vereinigtes Königreich: Botschaft - Vereinigte Staaten: Botschaft |

### Vertretungen Internationaler Organisationen
- Vatikanstadt: Botschaft
- Malteserorden: Botschaft